# Sasaki et Miyano
 (octobre 2023).
La mise en forme du texte ne suit pas les recommandations de Wikipédia : il faut le « wikifier ».
Les points d'amélioration suivants sont les cas les plus fréquents. Le détail des points à revoir est peut-être précisé sur la page de discussion.
- Les titres sont pré-formatés par le logiciel. Ils ne sont ni en capitales, ni en gras.
- Le texte ne doit pas être écrit en capitales (les noms de famille non plus), ni en gras, ni en italique, ni en « petit »…
- Le gras n'est utilisé que pour surligner le titre de l'article dans l'introduction, une seule fois.
- L'italique est rarement utilisé : mots en langue étrangère, titres d'œuvres, noms de bateaux, etc.
- Les citations ne sont pas en italique mais en corps de texte normal. Elles sont entourées par des guillemets français : « et ».
- Les listes à puces sont à éviter, des paragraphes rédigés étant largement préférés. Les tableaux sont à réserver à la présentation de données structurées (résultats, etc.).
- Les appels de note de bas de page (petits chiffres en exposant, introduits par l'outil «  Source ») sont à placer entre la fin de phrase et le point final[comme ça].
- Les liens internes (vers d'autres articles de Wikipédia) sont à choisir avec parcimonie. Créez des liens vers des articles approfondissant le sujet. Les termes génériques sans rapport avec le sujet sont à éviter, ainsi que les répétitions de liens vers un même terme.
- Les liens externes sont à placer uniquement dans une section « Liens externes », à la fin de l'article. Ces liens sont à choisir avec parcimonie suivant les règles définies. Si un lien sert de source à l'article, son insertion dans le texte est à faire par les notes de bas de page.
- La présentation des références doit suivre les conventions bibliographiques. Il est recommandé d'utiliser les modèles {{Ouvrage}}, {{Chapitre}}, {{Article}}, {{Lien web}} et/ou {{Bibliographie}}. Le mode d'édition visuel peut mettre en forme automatiquement les références.
- Insérer une infobox (cadre d'informations à droite) n'est pas obligatoire pour parachever la mise en page.

Pour une aide détaillée, merci de consulter Aide:Wikification.
Si vous pensez que ces points ont été résolus, vous pouvez retirer ce bandeau et améliorer la mise en forme d'un autre article.
Sasaki et Miyano (佐々木と宮野, Sasaki to Miyano) est une série manga japonaise de type BL et tranche de vie écrite par Shou Harusono et illustrée par Kotoko Hachijo. La série est publiée par Media Factory au Japon, par Yen Press aux États-Unis et par Akata en France. La série suit l'histoire de deux lycéens, Shumei Sasaki et Yoshikazu Miyano, qui vont pas à pas nouer une relation plus qu'amicale. La série Hirano et Kagiura (平野と鍵浦, Hirano to Kagiura) est un spin-off découlant de cette série. La série est traduite en France par Angélique Mariet. Sasaki et Miyano a aussi été adaptée en anime.

## Les personnages

### Yoshikazu Miyano
Yoshikazu Miyano (宮野由美, Miyano Yoshikazu) est un lycéen de première année. Fan de boy's love , il se garde de partager sa passion à tout venant. Seuls quelques amis sont au courant de cet intérêt, comme Kuresawa. Cette passion sera une des raisons de la relation amoureuse naissante entre les deux protagonistes. Affecté par la sempiternalité des remarques sur son apparence féminine au collège, il est complexé par ses traits androgynes et sa taille. Le sentiment premier de Miyano envers Sasaki est l'admiration. Il fait partie du comité de discipline. D'après l'artbook, concernant les disciplines à l'école, il est "faible en travaux ménagers" et "fort en japonais ancien".

### Shumei Sasaki
Shumei Sasaki (佐々木秀鳴, Sasaki Shūmei) est un élève de deuxième année. Ses cheveux teints en roux et ses bijoux lui ont valu une réputation de délinquant. Il est très affectueux et est le premier à avouer ses sentiments amoureux. Il est très démonstratif quant à son affection envers Miyano même en public, ce qui met ce dernier dans l'embarras. Il est bien plus grand que Miyano. D'après l'artbook, concernant les disciplines à l'école, il est "faible en anglais" et "fort en maths".

### Taiga Hirano
Taiga Hirano (平野大河, Hirano Taiga) est un camarade de classe de Sasaki et un ami mutuel des deux protagonistes. Il est assez colérique mais très amical et serviable. Il est très protecteur envers Miyano, aide Sasaki et Ogasawara à étudier avant les examens, et réveille son colocataire le matin. Ses cheveux sont teints en blond, mais il les déteint lorsque la situation l'oblige. Il est le sujet des divagations romantiques de Miyano. D'après l'artbook, concernant les disciplines à l'école, il est "faible en arts plastiques" et "fort dans les matières avec des leçons à apprendre".

### Tasuku Kuresawa
Tasuku Kuresawa (暮沢丞, Kuresawa Tasuku) est un ami et camarade de classe de Miyano. Fou amoureux de sa copine férue de BL, il lui relate les avancées dans la relation entre Sasaki et Miyano. Harcelé au début de l'histoire, c'est Sasaki qui viendra lui porter secours. Cela suscitera de l'admiration chez Miyano, spectateur de la scène, Sasaki l'empêchant de se mettre en danger. D'après l'artbook, concernant les disciplines à l'école, il est "faible en musique, Histoire du Japon et sport" et "fort en géologie et physique".

### Jiro Ogasawara
Jiro Ogasawara (小笠原次郎, Ogasawara Jirō) est un ami et camarade de classe de Sasaki. C'est celui qui a le plus de mal avec le monde du BL et l'idée d'une relation entre Sasaki et Miyano. Sa copine est fan de BL et en particulier des "rebelles passifs", ce qui soucie régulièrement Ogasawara et cause moult querelles. D'après l'artbook, concernant les disciplines à l'école, il est "faible en anglais" et "fort en travaux ménagers".

### Masato Hanzawa
Masato Hanzawa (半澤雅人, Hanzawa Masato) est un ami de Sasaki et Miyano. Il est président du comité de discipline ainsi que du club de ping-pong. Friand des ragots, surtout en ce qui concerne l'amour. D'après l'artbook, concernant les disciplines à l'école, il est "fort en japonais et anglais" et il n'a "pas particulièrement de matière faible".

### Gonsaburo Tashiro
Gonsaburo Tashiro (田代権三郎, Tashiro Gonsaburō) est un ami et camarade de classe de Miyano. Il est honnête et gentil. Il est membre du club de ping-pong. Il en devient président lorsque Hanzawa quitte son poste. D'après l'artbook, concernant les disciplines à l'école, il est "faible en japonais et Histoire mondiale" et "fort en sport".

### Jûya Niibashi
Jûya Niibashi (新橋 充屋, Niibashi Jûya) est un camarde de classe de Kagiura, en première année.

## Le mangaSasaki et Miyano

### Liste des volumes
| no | Japonais          | Japonais          | Français         | Français          |
| no | Date de sortie    | ISBN              | Date de sortie   | ISBN              |
| --- | ----------------- | ----------------- | ---------------- | ----------------- |
| 1 | 26 septembre 2016 | 978-4-04-068471-0 | 10 mars 2022     | 978-2-38212-244-0 |
| Liste des chapitres : - Chapitre 1 : Sasaki et Miyano - Chapitre 2 : Si jamais on se recroise - Chapitre 3 : Le nœud - Chapitre 4 : Pour la première fois - Chapitre 5 : Celui que j'aime - Chapitre 6 : Le déclencheur - Chapitre 7 : Du chocolat - Bonus : La petite histoire des garçons au festival culturel                                                                         |                   |                   |                  |                   |
| 2 | 27 mai 2017       | 978-4-04-069161-9 | 10 mars 2022     | 978-2-38212-245-7 |
| Liste des chapitres : - Chapitre 8 : Sasaki - Chapitre 9 : Rendre la pareille - Chapitre 10 : Plus qu'un an - Chapitre 11 : Le chaos absolu - Chapitre 12 : Les limites - Bonus : Revenons-en à nos moutons - Bonus : La petite histoire de Hirano et de son coloc |                   |                   |                  |                   |
| 3 | 21 janvier 2018   | 978-4-04-069529-7 | 25 mai 2022      | 978-2-38212-269-3 |
| Liste des chapitres : - Chapitre 13 : Un peu à la fois - Chapitre 14 : Je t'aime - Chapitre 15 : Foutu - Chapitre 16 : Le cadeau - Chapitre 17 : Touché - Chapitre 18 : Les sentiments - Bonus : La petite histoire de Kagi - Bonus du drama CD : Le souhait |                   |                   |                  |                   |
| 4 | 26 octobre 2018   | 978-4-04-065186-6 | 25 août 2022     | 978-2-38212-405-5 |
| Liste des chapitres : - Chapitre 19 : Le conseil étudiant - Chapitre 20 : La jalousie - Chapitre 21 : Le changement - Chapitre 22 : La prise de conscience - Chapitre 23 : Perdre ses moyens - Bonus : C'est ça être en couple - Bonus : Chère personne idéale - Bonus du drama CD : Une petite histoire à Halloween                                                                     |                   |                   |                  |                   |
| 5 | 6 juin 2019       | 978-4-04-065779-0 | 5 janvier 2023   | 978-2-38212-420-8 |
| Liste des chapitres : - Chapitre 24 : Admiration & Cie - Chapitre 25 : Fièvre et espoirs - Chapitre 26 : Le dernier festival cultural - Chapitre 27 : L'amour - Bonus : Quand il est fatigué - Bonus : Au secours ! Celui que j'aime est populaire ! |                   |                   |                  |                   |
| 6 | 27 mars 2020      | 978-4-04-064486-8 | 27 avril 2023    | 978-2-38212-455-0 |
| Liste des chapitres : - Chapitre 28 : Un an d'écart - Chapitre 29 : Depuis toujours - Chapitre 30 : Aujourd'hui - Chapitre 31 : Demain - Chapitre 32 : Le SMS - Chapitre 33 : Des trucs normaux - Bonus : Une journée classique - Bonus : Ce qui s'est passé un soir |                   |                   |                  |                   |
| 7 | 27 novembre 2020  | 978-4-04-064973-3 | 7 septembre 2023 | 978-2-38212-456-7 |
| Liste des chapitres : - Chapitre 33.5 : Interlude après les cours - Chapitre 34 : Au chevet du malade - Chapitre 35 : Le chocolat fait maison - Chapitre 36 : J'ai menti - Chapitre 37 : Frère et sœur - Chapitre 38 : La veille du grand jour - Chapitre 39 : La remise des diplômes - Bonus : Une petite histoire pendant les vacances d'été - Bonus : Une petite histoire de jalousie |                   |                   |                  |                   |
| 8 | 27 décembre 2021  | 978-4-04-680958-2 | 2 novembre 2023  | 978-2-38212-457-4 |
| Liste des chapitres : - Chapitre 40 : Une nouvelle expérience - Chapitre 41 : Une marque - Chapitre 42 : En échange - Chapitres bonus - Chapitres bonus en collaboration - Bonus : Des bonbons ou un sort - Bonus : Une séance de lecture de BL |                   |                   |                  |                   |
| 9 | 27 juillet 2022   | 978-4-04-681141-7 | 21 mars 2024     | 978-2-38531-270-1 |
| Extra : Au Japon, le tome 9 (ISBN 978-4-04-681140-0) est sorti en édition spéciale.Liste des chapitres : - Chapitre 43 : Les préparatifs - Chapitre 44 : Rendez-vous (en journée) - Chapitre 45 : Rendez-vous (en soirée) - Chapitre 46 : Encore une fois - Bonus promotionnels - Bonus : Professeur Sasaki - Bonus : Faire du bien                                                      |                   |                   |                  |                   |
| 10 | 27 mars 2024      | 978-4-04-682759-3 | 13 novembre 2025 | 978-2-38531-271-8 |
| Extra : Au Japon, le tome 10 (ISBN 978-4-04-682757-9) est sorti en édition spéciale. |                   |                   |                  |                   |

## Le mangaHirano et Kagiura

### Liste des volumes
| no | Japonais        | Japonais          | Français        | Français          |
| no | Date de sortie  | ISBN              | Date de sortie  | ISBN              |
| --- | --------------- | ----------------- | --------------- | ----------------- |
| 1 | 27 juin 2019    | 978-4-04-065780-6 | 10 octobre 2024 | 978-2-38531-266-4 |
| Liste des chapitres : - Chapitre 1 : Hirano et Kagiura - Chapitre 2 : Mauvais perdant - Chapitre 3 : Celui qui me réconforte - Chapitre 4 : Les petites attentions - Bonus : Mon foyer                                                            |                 |                   |                 |                   |
| 2 | 27 juillet 2021 | 978-4-04-680552-2 | 9 janvier 2025  | 978-2-38531-267-1 |
| Liste des chapitres : - Chapitre 5 : Un pas en avant - Chapitre 6 : Tu en as envie ? - Chapitre 7 : Un truc - Chapitre 8 : Confusion - Chapitre 9 : Réponse - Chapitre 10 : Depuis quand ? - Chapitre bonus : La photo - Bonus : Tendre l'oreille |                 |                   |                 |                   |
| 3 | 26 février 2022 | 978-4-04-681142-4 | 24 avril 2025   | 978-2-38531-268-8 |
| 4 | 27 février 2023 | 978-4-04-682154-6 | 3 juillet 2025  | 978-2-38531-269-5 |
| 5 | 27 février 2025 | 978-4-04-684395-1 |                 |                   |
| Extra : Au Japon, le tome 5 (ISBN 978-4-04-684396-8) est sorti en édition spéciale. |                 |                   |                 |                   |
| 6 | 27 août 2025    | 978-4-04-685054-6 |                 |                   |

## Autres ouvrages
Le 6 avril 2024 est sortie une édition spéciale du tome 1 pour les 48H de la BD,.
Un roman sur Hirano et Kagiura, sorti le 11 juillet 2024, relate leur rencontre et leur vie commune. Le roman se passe avant le tome 1 de la série Sasaki et Miyano. Intitulé Le Roman Hirano et Kagiura, il a été écrit par Shou Harusono. Il fait partie de la collection So Young. Édité par Akata, il a été traduit par Victoria Seigneur.
Le livre intitulé Sasaki et Miyano - Anthologie officielle a été édité par Akata et est sorti le 11 juillet 2024. Il s'agit d'un recueil d'aventures inédites autour de Sasaki et Miyano et de leurs compères. Il contient des mangas d'une quinzaine de mangakas dont par exemple Shou Harusono, Fujiazuki, Kou Toriya ou encore Mika. Il a été traduit par Blanche Delaborde.
Le 7 novembre 2024, sort un recueil d'illustrations de Shou Harusono aux éditions Akata. Intitulé "Candy", il contient des dessins venant de Sasaki et Miyano, de Hirano et Kagiura, des images inédites et à la fin une interview de la mangaka, de son premier responsable éditorial et de son actuelle responsable éditoriale. Il a été traduit par Blanche Delaborde.

## Récompenses
En mai 2023, le manga a gagné les élections spéciales du 10ème anniversaire du Web Manga de Pixiv.

## Controverse
Le premier tome du manga a été banni dans les bibliothèques scolaires du Comté de Brevard à la suite d'une plainte d'un parent concernant le sens de lecture de droite à gauche et la présence d'une histoire romantique homosexuelle.

### Édition japonaise
Sasaki et Miyano
Édition standard
1. 1 2  Tome 1
2. 1 2  Tome 2
3. 1 2  Tome 3
4. 1 2  Tome 4
5. 1 2  Tome 5
6. 1 2  Tome 6
7. 1 2  Tome 7
8. 1 2  Tome 8
9. 1 2  Tome 9
10. 1 2  Tome 10

Édition spéciale
1. ↑  Tome 9 Édition spéciale
2. ↑  Tome 10 Édition spéciale

Hirano et Kagiura
Édition standard
1. 1 2  Tome 1
2. 1 2  Tome 2
3. 1 2  Tome 3
4. 1 2  Tome 4
5. 1 2  Tome 5
6. 1 2  Tome 6

Édition spéciale
1. ↑  Tome 5 Édition spéciale

### Édition française
Sasaki et Miyano
1. 1 2  Tome 1
2. 1 2  Tome 2
3. 1 2  Tome 3
4. 1 2  Tome 4
5. 1 2  Tome 5
6. 1 2  Tome 6
7. 1 2  Tome 7
8. 1 2  Tome 8
9. 1 2  Tome 9
10. 1 2  Tome 10

Hirano et Kagiura
1. ↑  Tome 1
2. 1 2 3  Tome 2
3. 1 2  Tome 3
4. 1 2  Tome 4